# Cynoglossus sinusarabici
Cynoglossus sinusarabici (Chabanaud, 1931) è un pesce osseo marino appartenente alla famiglia Cynoglossidae.

## Descrizione
C. sinusarabici è molto simile alle due specie mediterranee della famiglia (ovvero Symphurus ligulatus e S. nigrescens), un piccolo pesce piatto con la pinna dorsale, la pinna anale e la pinna caudale fuse in un'unica pinna mediana con parte posteriore appuntita. In questa specie il muso è molto prominente e arrotondato, molto più che nelle specie mediterranee, la bocca è curva e posta quasi lateralmente. È presente una sola pinna ventrale, saldata con la pinna anale. Le pinne pettorali mancano del tutto. Occhi piccoli e molto vicini l'uno all'altro, sul lato sinistro del corpo. Scaglie piccolissime. Linea laterale dritta, presente solo sul lato oculare. Il lato sinistro è bruno chiaro con macchie più scure lungo le pinne dorsale e anale. Il lato cieco è biancastro.
Taglia piccola, non supera i 20 cm ma solitamente misura meno di 10 cm.

## Distribuzione e habitat
Endemica del mar Rosso da cui, attraverso la migrazione lessepsiana, è penetrata nel mar Mediterraneo orientale, dove è comune lungo le coste dall'Egitto alla Turchia meridionale. Vive su fondi sabbiosi fino a 25 metri di profondità (eccezionalmente fino a 135 metri).

## Biologia
Bentonica come tutti i pesci piatti.

### Alimentazione
Basata su invertebrati del benthos.

### Riproduzione
Uova e larve sono pelagiche.

## Pesca
Occasionale con reti a strascico. Non ha nessun interesse economico.